# Ambasada extraterestră
Ambasada extraterestră (1977) (titlu original Alien Embassy) este un roman science fiction al scriitorului Ian Watson.

## Intriga
Acțiunea cărții se petrece în secolul XXII, pe un Pământ pe care viața a devenit pașnică și armonioasă. Conflictele au dispărut, s-a renunțat la tehnologiile distructive, iar omenirea a stabilit contactul cu trei rase extraterestre avansate: Asura - o uniune de Păsări și Arbori din sistemul Procyon; Pakshasa - ființe similare unor baloane cu aer, care trăiesc pe o lună ce orbitează a doua gigantă gazoasă din sistemul Steaua lui Barnard; Yidad - cristale metalice care locuiesc pe o planetă arzătoare. Contactul cu aceste rase nu s-a realizat prin intermediul zborului spațial, ci pe cale mentală, prin intermediul tehnicilor antice orientale de dezvoltare a trupului și spiritului.
Lila Makindi, o fată africană, este selecționată pentru începerea antrenamentelor de "astronaut psihic". Prin intermediul tehnicilor de tantra-yoga, ea își ridică nivelul spiritual și începe să comunice cu Asuranii, împreună cu partenerul desemnat ei, Klimt. În urma celui de-al doilea "zbor", Lila rămâne însărcinată și este dusă într-o maternitate, împreună cu altă fată rămasă gravidă, Maimouna.
Maimouna reușește să afle că, de fapt, întreaga poveste cu cele trei rase extraterestre este o simulare. Cerând explicații, fetelor li se dezvăluie că universul este de fapt o entitate, Fiara Stelară, pentru care ființele umane constituie o anomalie pe care vrea să o distrugă. Începerea antrenamentelor psihice a fost astfel necesară pentru a se crea o structură care să reziste în fața Fiarei, iar povestea celor trei lumi extraterestre a fost creată pentru a ajuta oamenii să își dezvolte capacitățile de luptă. Astfel se dovedește că sarcinile femeilor care participă la "zborul tantric" este departe de a fi un accident: sarcina le permite femeilor să exploreze un întreg univers care ia naștere în interiorul lor, astfel devenind mult mai puternice în fața Fiarei Stelare.
Cunoașterea atât de multor lucruri le face pe fete să urce pe treptele organizației Bardo, care se ocupă de apărarea Pământului, fiind transportate la Lhasa. După ce nasc, ele reîncep antrenamentele, iar Lila face o nouă descoperire: Fiara Stelară a fost o altă amăgire. De fapt, copiii născuți în urma acestor exerciții spirituale sunt un "om nou", cu capacități superioare oamenilor de rând, iar conducătorii organizației consideră că merită sacrificat orice pentru ca omenirea să facă acest pas evolutiv.
Lila are dubii privind justețea unui asemenea gest, pe care îl compară cu tendința ariană de purificare a omenirii. Ea află că, pe lângă copiii care se nasc cu capacități superioare, sunt și oameni care își depășesc condiția, mortificându-se în cristale pline cu lichid sau devenind Oameni-de-lut, depășirea acestor stadii conferindu-le puteri supraomenești. Convinsă că nimeni nu are dreptul să sacrifice omenirea în stadiul actual pentru un deziderat al viitorului, ci că lucrurile trebuie lăsate să își urmeze propriul curs, Lila își ucide fata nou-născută.
Trimisă într-un penitenciar din Antarctita, Karma 22, Lila rămâne cu speranța că Maimouna - căreia îi dezvăluise adevărul înainte de a fi deportată - va reuși să saboteze planul organizației Bardo.

## Cartea tibetană a morților
Romanul face dese referiri la Cartea tibetană a morților (Bardo Thodol). De fapt, întreaga poveste a comunicării cu cele trei rase extraterestre este creată prin analogiile cu lumile prin care trece sufletul după moarte, descrise în această carte. Maimouna și Lila își dau seama că istoria cu extratereștrii este falsă când, după ce au rămas gravide, descoperă un fragment din această carte în care se spune: "Actul sexual este cu adevărat un act tantric, dacă nu se termină NICIODATĂ cu emisie de sămânță." Astfel, ele își dau seama că sarcina lor nu este un accident, ci un lucru dorit de către conducătorii organizației.